# Rehoboth (Massachusetts)
Rehoboth és una població dels Estats Units a l'estat de Massachusetts. Segons el cens del 2000 tenia 10.172 habitants.

## Demografia
Segons el cens del 2000, Rehoboth tenia 10.172 habitants, 3.523 habitatges, i 2.871 famílies. La densitat de població era de 84,5 habitants/km².
Dels 3.523 habitatges en un 37,8% hi vivien nens de menys de 18 anys, en un 70,8% hi vivien parelles casades, en un 7,4% dones solteres, i en un 18,5% no eren unitats familiars. En el 14,1% dels habitatges hi vivien persones soles el 5% de les quals corresponia a persones de 65 anys o més que vivien soles. El nombre mitjà de persones vivint en cada habitatge era de 2,89 i el nombre mitjà de persones que vivien en cada família era de 3,2.
Per edats la població es repartia de la següent manera: un 26,2% tenia menys de 18 anys, un 6,1% entre 18 i 24, un 29,6% entre 25 i 44, un 28,2% de 45 a 60 i un 10% 65 anys o més.
L'edat mediana era de 39 anys. Per cada 100 dones de 18 o més anys hi havia 95,2 homes.
La renda mediana per habitatge era de 65.373 $ i la renda mediana per família de 71.992$. Els homes tenien una renda mediana de 45.557 $ mentre que les dones 32.445$. La renda per capita de la població era de 26.467$. Entorn del 2,1% de les famílies i el 3,1% de la població estaven per davall del llindar de pobresa.